# Nevajärvi (sjö i Södra Savolax)
Nevajärvi är en sjö i Finland. Den ligger i kommunen Jockas i landskapet Södra Savolax, i den södra delen av landet, 240 km nordost om huvudstaden Helsingfors. Nevajärvi ligger 117,2 meter över havet. Arean är 5,63 kvadratkilometer och strandlinjen är 20,59 kilometer lång. Sjön  ingår i Vuoksens huvudavrinningsområde.   I omgivningarna runt Nevajärvi växer i huvudsak blandskog. Den sträcker sig 4,9 kilometer i nord-sydlig riktning, och 3,4 kilometer i öst-västlig riktning.